# Anja Kopač Mrak
Anja Kopač Mrak est une femme politique slovène née le 4 avril 1974 à Kranj (Slovénie). Elle est ministre du Travail, de la Famille, des Affaires sociales et de l'Égalité des chances dans le gouvernement de Miro Cerar après l'avoir été dans celui d'Alenka Bratušek.